# Гришино (Конаковский район)
Гришино — опустевшая деревня в Конаковском районе Тверской области. Входит в состав Ручьёвского сельского поселения.

## География
Находится в юго-восточной части Тверской области на расстоянии приблизительно 19 км на юго-восток по прямой от районного центра города Конаково.

## История
Известна была с 1628 года как владение стольника князя Василия Ивановича Туренина и состояла из 3 дворов. В 1859 году здесь (деревня Корчевского уезда Тверской губернии) было учтено 9 дворов, в 1900 — 13. Ныне имеет характер урочища.

## Население
Численность населения: 85 человек (1859 год), 79 (1900), 0 как в 2002 году, так и в 2010.